# Paul Buentello
Paul Anthony Buentello (ur. 16 stycznia 1974 w Amarillo) – amerykański zawodnik mieszanych sztuk walki (MMA) wagi ciężkiej. Były pretendent do mistrzostwa organizacji UFC i Strikeforce w wadze ciężkiej.

## Kariera MMA

### Początki kariery i udział w turnieju
Zawodowy debiut w mieszanych sztukach walki zanotował w kwietniu 1997 roku, gdy wystąpił w 8-osobowym turnieju Unified Shoot Wrestling Federation 4 − cyklicznej gali organizowanej w jego rodzinnym mieście. Doszedł do finału, w którym przegrał przez poddanie z późniejszym mistrzem UFC w wadze średniej, Evanem Tannerem. Rok później zwyciężył w dziewiątej odsłonie tego turnieju, pokonując trzech rywali przed czasem.

### UFC
W latach 1999–2004 walczył dla wielu lokalnych organizacji, zostając m.in. mistrzem King of the Cage w wadze ciężkiej. W lutym 2005 roku zadebiutował w największej amerykańskiej organizacji MMA − UFC. W swojej pierwszej walce podczas gali UFC 51 znokautował Justina Eilersa. Kolejna wygrana przed czasem z Kevinem Jordanem (UFC 53) otworzyła przed nim szansę walki o tytuł mistrza UFC w wadze ciężkiej z Andrejem Arłouskim. Do pojedynku tego doszło 7 października 2005 roku na gali UFC 55. Białorusin znokautował Buentello w zaledwie 15 sekund.

### Strikeforce
W 2006 roku Buentello odszedł z UFC do konkurencyjnej organizacji Strikeforce. Wygrał trzy walki przez nokaut, co dało mu prawo walki o wakujące mistrzostwo Strikeforce w wadze ciężkiej. Zmierzył się o nie 16 listopada 2007 roku z Alistairem Overeemem. Przegrał z nim po tym, jak w drugiej rundzie poddał walkę na skutek ciosu kolanem w korpus.
W 2008 roku podpisał kontrakt z nowo powstałą organizacją Affliction Entertainment, dla której stoczył dwie wygrane walki (m.in. przeciwko Gary'emu Goodridgowi). W 2009 roku negocjował powrót do Strikeforce, lecz ostatecznie zadecydował o ponownym związaniu się z UFC. Po dwóch porażkach z rzędu ze Stefanem Struve i Cheickiem Kongo władze tej organizacji w marcu 2010 roku rozwiązały z nim kontrakt.
20 sierpnia 2011 roku zadebiutował w organizacji Bellator FC, przegrywając z jej mistrzem w wadze ciężkiej, Cole'em Konradem.
3 października 2015 w Abu Zabi znokautował Kameruńczyka Rameau Thierry Sokoudjou w 3. rundzie.